# رنگینک کوهی غربی
رنگینک کوهی غربی (نام علمی: Lonchura montana) نام یک گونه از سرده سیمین‌نوک‌ها است.